# I Ain't Thru
I Ain't Thru è un singolo della cantante R&B statunitense Keyshia Cole, pubblicato il 7 dicembre 2010 dall'etichetta discografica Geffen. Si tratta di una collaborazione con la rapper trinidadiana Nicki Minaj.
Il brano è stato scritto dalla stessa Keyshia Cole insieme a R. Gonzalez e Onika Maraj e prodotto da The ARE e Ron Fair. È stato estratto dal quarto album di inediti della cantante, Calling All Hearts, pubblicato in contemporanea con l'uscita del singolo.
Non ha ottenuto un notevole successo di vendite, apparendo soltanto alla posizione numero 54 della classifica Billboard statunitense relativa ai brani hip hop e R&B.

## Tracce
1. I Ain't Thru – 3:59

## Classifiche
| Paese                               | Posizione raggiunta |
| ----------------------------------- | ------------------- |
| Stati Uniti (Billboard Hip Hop/R&B) | 54                  |